# 9-й Грецький полк
9-й Грецький полк (9-й Задніпровський полк, полк Тахтамишева) — полк у складі 3-ї стрілецької бригади 1-ї Задніпровської Української радянської дивізії, був сформований на базі грецьких загонів армії Махна у лютому 1919 року.

## Історія
1918 року для боротьби з владою гетьмана Скоропадського в Маріупольському повіті Катеринославської губернії місцеві греки — румеї та уруми — створили кілька повстанських загонів. У Старогнатівці був сформований загін на чолі з В. Тахтамишевим, який діяв у районі сіл Старий Керменчик, Новопетриківка, Ново-Каракуба та Велика Янисоль. У районі грецьких сіл Мала Янисоль, Чердакли, Келерівка, Македонівка, Сартана діяли партизанські загони Спруцька, Цололо та Богадиці.
У лютому 1919 року штаб махновської армії об'єднав більшість грецьких загонів. У новоствореному формуванні вже налічувалося до півтори тисячі повстанців.
21 лютого 1919 року командувач групи Харківського напрямку Української радянської армії А. Скачко видав наказ про формування 1-ї Задніпровської дивізії. Третю бригаду дивізії становили загони батьки Махна. Грецький полк під командуванням В. Тахтамишева став іменуватися 9-м полком 3-ї бригади.
19 березня Тахтамишев зі своїм полком брав участь у визволенні Маріуполя від білої армії. Після визволення міста Дибенко нагородив 9-й полк почесним Червоним прапором, а командиру оголошено подяку.
Наприкінці червня полк Тахтамишева з іншими частинами махновців займав частину фронту, що простягся від Бердянська до села Покровське. Під його командуванням було 2000 червоноармійців, із них 1200 без гвинтівок.
Наприкінці 1919 року беззбройний загін Тахтамишева влився до 14-ї армії і залишився в ній, розірвавши відносини з махновцями.